# Coregonus
Coregonus é um gênero diversificado de peixes da família do salmão (Salmonidae). As espécies de Coregonus são conhecidas como peixes brancos. O gênero contém pelo menos 68 táxons existentes descritos, mas o verdadeiro número de espécies é uma questão de debate. A espécie típica do gênero é Coregonus lavaretus.
A maioria das espécies de Coregonus habita lagos e rios, e várias espécies, incluindo o cisco ártico (C. autumnalis), o cisco de Bering (C. laurettae), e o menos cisco (C. sardinela) são anádromas, movendo-se entre a água salgada e a água doce.
O gênero foi previamente subdividido em dois subgêneros Coregonus ("verdadeiros peixes brancos") e Leucichthys (" ciscoes "), Coregonus compreendendo táxons com boca sub-terminal e geralmente um hábito alimentar bentônico, Leucichthys aqueles com boca terminal ou supratinal e geralmente um hábito alimentar de plâncton pelágico. No entanto, essa classificação não é natural: com base em dados moleculares, os ciscoes compreendem duas linhagens distintas dentro do gênero. Além disso, o gênero Stenodus não é filogeneticamente distinto de Coregonus.
Muitas espécies ou ecótipos de peixe branco, especialmente dos Grandes Lagos e dos lagos alpinos da Europa, foram extintos no século passado ou estão ameaçados de extinção. Entre 12 peixes de água doce considerados extintos na Europa, 6 são Coregonus. Todas as espécies de Coregonus são protegidas pelo apêndice III da Convenção de Berna.

## Diversidade de espécies
Há muita incerteza e confusão na classificação das muitas espécies deste gênero. Particularmente, uma visão extrema da diversidade reconhece apenas duas espécies principais na Europa do Norte e Central, o peixe branco comum C. lavaretus e o vendace C. albula, enquanto outros os dividem em numerosas espécies, muitas vezes estreitamente distribuídas. Um aumento drástico no número de espécies reconhecidas ocorreu em 2007, quando uma revisão defendeu que mais de 50 populações europeias locais deveriam ser consideradas distintas com base nas diferenças morfológicas. Estima-se que vários deles são muito jovens, tendo-se separado uns dos outros há menos de 15.000 anos. Muitos deles foram definidos principalmente com base no número de rakers brânquia. Embora isso seja em grande parte hereditário, o número é altamente variável (mesmo dentro de populações e espécies únicas), pode mudar relativamente rápido em resposta às mudanças e estudos genéticos têm mostrado que muitas vezes são de uso limitado na previsão de relações entre as populações (uma grande diferença em gill raker number não significa necessariamente uma relação distante). As diferenças genéticas entre várias das espécies recentemente propostas, mesmo aquelas que são relativamente distintas morfologicamente, são muito limitadas e às vezes não são monofiléticas. Vários Coregonus, sejam considerados espécies separadas ou não, cruzam-se prontamente entre si. Uma revisão do peixe branco no Reino Unido descobriu que a chave de identificação fornecida em 2007 não correspondia à maioria dos indivíduos e que faltam evidências sólidas para mais de uma espécie naquela região. Muitos lagos europeus têm mais de um morfo Coregonus que difere em ecologia e morfologia (especialmente rakers branquiais). Tais morfos às vezes são parcialmente isolados reprodutivamente uns dos outros, levando a sugestões de reconhecê-los como espécies separadas, mas clinais. Os morfos ou espécies clinais podem desaparecer rapidamente (em 15 anos ou menos, igualando três gerações de Coregonus ), fundindo-se em um único em resposta a mudanças no habitat. Um padrão semelhante pode ser visto na América do Norte, onde as ciscoes do complexo Coregonus artedi nos Grandes Lagos e em outros lugares compreendem vários morfos ou ecótipos co-ocorrentes, cujo status taxonômico permanece controverso.
Em 2017, FishBase listou 78 espécies, incluindo as mais de 50 propostas para a Europa em 2007.  Alguns deles foram extintos recentemente (marcados com uma cruz, "†") e C. reighardi está provavelmente extinto.
- Coregonus albellus Fatio, 1890
- Coregonus albula Linnaeus, 1758
- †Coregonus alpenae (Koelz, 1924)
- Coregonus alpinus Fatio, 1885
- Coregonus anaulorum Chereshnev, 1996
- Coregonus arenicolus Kottelat, 1997
- Coregonus artedi Lesueur, 1818

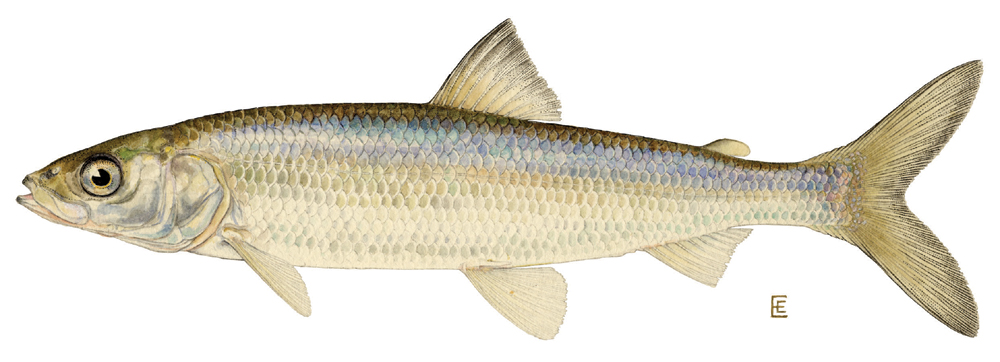
Coregonus artedi

- Coregonus atterensis Kottelat, 1997
- Coregonus austriacus C. C. Vogt, 1909
- Coregonus autumnalis (Pallas, 1776)
- Coregonus baerii Kessler, 1864
- Coregonus baicalensis Dybowski, 1874
- Coregonus baunti Mukhomediyarov, 1948
- Coregonus bavaricus Hofer, 1909
- Coregonus bezola Fatio, 1888
- Coregonus candidus Goll, 1883
- Coregonus chadary Dybowski, 1869
- Coregonus clupeaformis (Mitchill, 1818)
- Coregonus clupeoides Lacépède, 1803
- Coregonus confusus Fatio, 1885
- Coregonus danneri C. C. Vogt, 1908
- Coregonus duplex Fatio, 1890
- Coregonus fatioi Kottelat, 1997
- †Coregonus fera Jurine, 1825
- Coregonus fontanae M. Schulz & Freyhof, 2003
- †Coregonus gutturosus (C. C. Gmelin, 1818)
- Coregonus heglingus Schinz, 1822
- †Coregonus hiemalis Jurine, 1825
- Coregonus hoferi L. S. Berg, 1932
- Coregonus holsata Thienemann, 1916

- Coregonus hoyi (Milner, 1874)

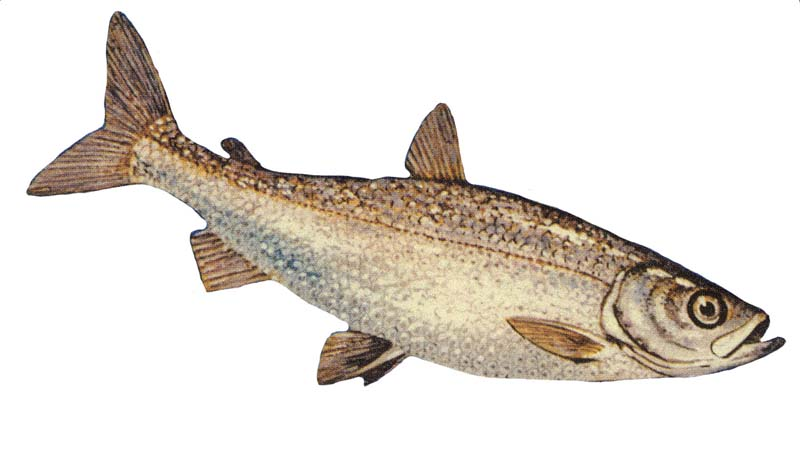
Coregonus hoyi

- Coregonus huntsmani W. B. Scott, 1987
- †Coregonus johannae (G. Wagner, 1910)
- Coregonus kiletz Michailovsky, 1903
- Coregonus kiyi (Koelz, 1921)
- Coregonus ladogae Pravdin, Golubev & Belyaeva, 1938
- Coregonus laurettae T. H. Bean, 1881

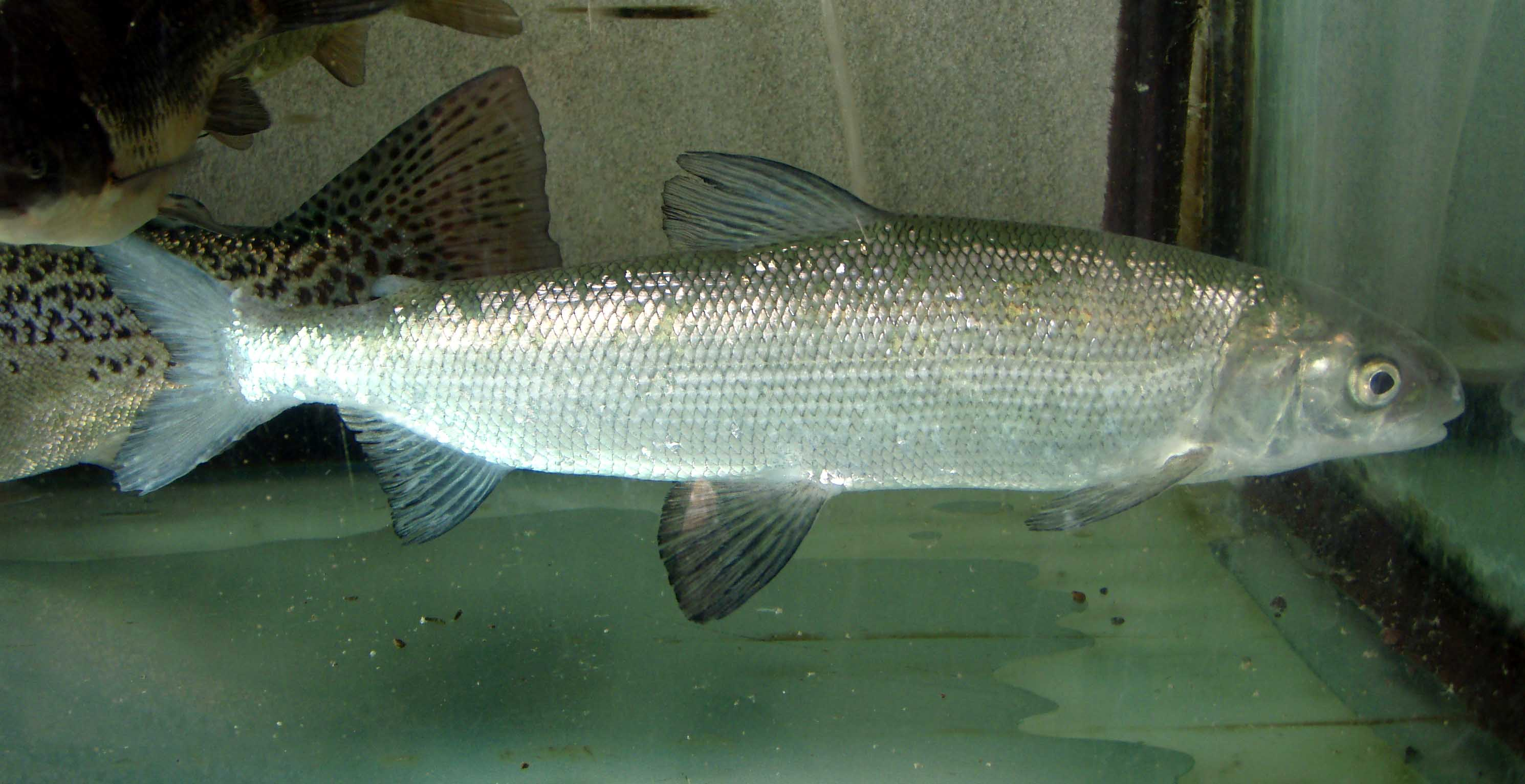
Coregonus lavaretus (sensu lato)

- Coregonus lavaretus Linnaeus, 1758
- Coregonus lucinensis Thienemann, 1933
- Coregonus lutokka Kottelat, Bogutskaya & Freyhof, 2005
- Coregonus macrophthalmus Nüsslin, 1882
- Coregonus maraena (Bloch, 1779)
- Coregonus maraenoides L. S. Berg, 1916
- Coregonus maxillaris Günther, 1866
- Coregonus megalops Widegren, 1863
- Coregonus migratorius (Georgi, 1775)
- Coregonus muksun (Pallas, 1814)
- Coregonus nasus (Pallas, 1776)

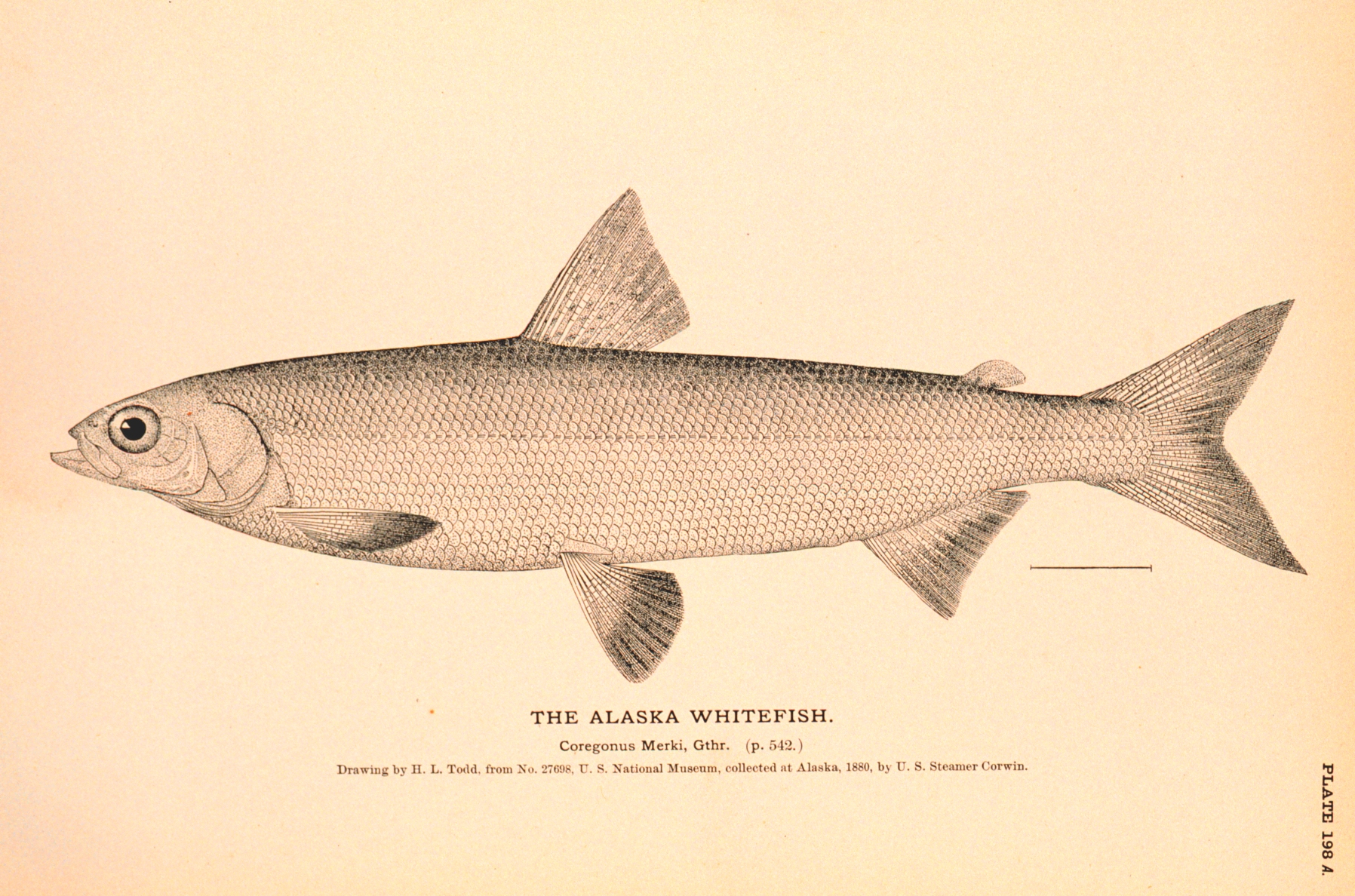
Coregonus nelsonii

- Coregonus nelsonii T. H. Bean, 1884
- Coregonus nigripinnis (Milner, 1874)
- Coregonus nilssoni Valenciennes, 1848
- Coregonus nipigon (Koelz, 1925)
- Coregonus nobilis Haack, 1882
- †Coregonus oxyrinchus Linnaeus, 1758
- Coregonus palaea G. Cuvier, 1829
- Coregonus pallasii Valenciennes, 1848
- Coregonus peled (J. F. Gmelin, 1789)
- Coregonus pennantii Valenciennes, 1848

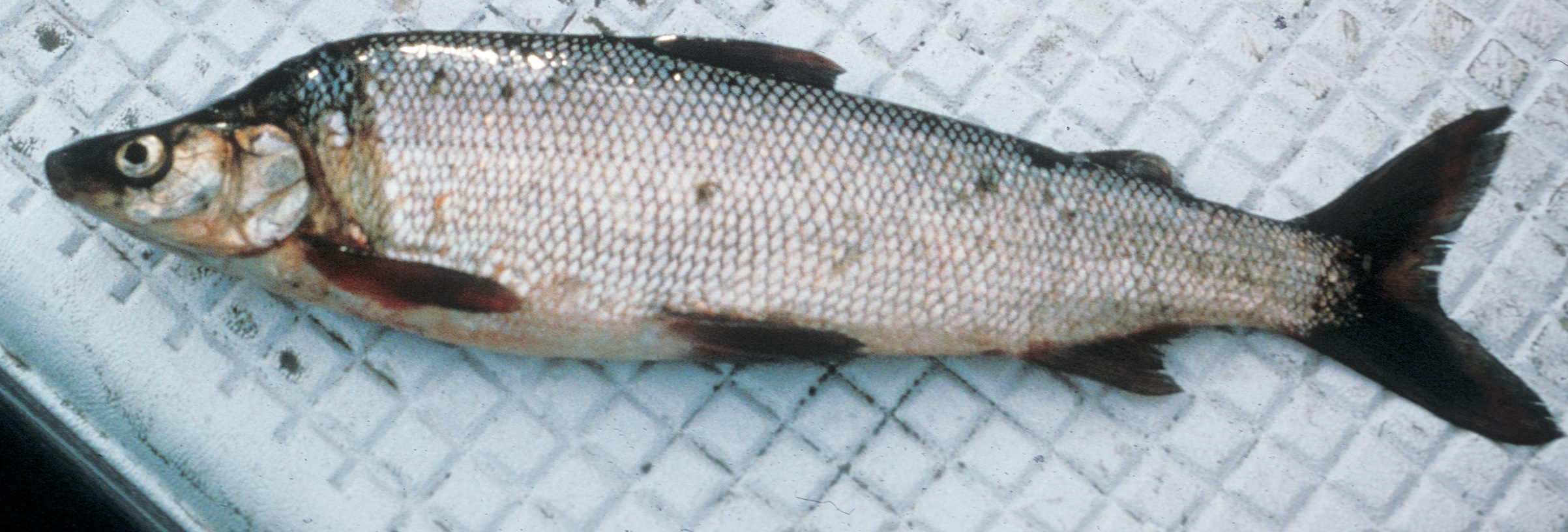
Coregonus pidschian

- Coregonus pidschian (J. F. Gmelin, 1789)
- Coregonus pollan W. Thompson, 1835
- Coregonus pravdinellus Dulkeit, 1949
- Coregonus reighardi (Koelz, 1924)
- Coregonus renke (Schrank, 1783)
- Coregonus restrictus Fatio, 1885
- Coregonus sardinella Valenciennes, 1848
- Coregonus stigmaticus Regan, 1908
- Coregonus subautumnalis Kaganowsky, 1932
- Coregonus suidteri Fatio, 1885
- Coregonus trybomi Svärdson, 1979
- Coregonus tugun (Pallas, 1814)
- Coregonus ussuriensis L. S. Berg, 1906
- Coregonus vandesius J. Richardson, 1836
- Coregonus vessicus Dryagin, 1932
- Coregonus wartmanni (Bloch, 1784)
- Coregonus widegreni Malmgren, 1863
- Coregonus zenithicus (D. S. Jordan & Evermann, 1909)
- Coregonus zuerichensis Nüsslin, 1882
- Coregonus zugensis Nüsslin, 1882